# Boophis solomaso
Boophis solomaso is een kikker uit de familie gouden kikkers (Mantellidae). De soort werd voor het eerst wetenschappelijk beschreven door Denis Vallan, Miguel Vences en Frank Glaw in 2003. De soort behoort tot het geslacht Boophis.

## Leefgebied
De kikker is endemisch in Madagaskar. De soort komt voor in de regio Atsinanana en leeft in de subtropische bossen van Madagaskar op een hoogte rond de 850 meter boven zeeniveau.

## Beschrijving
Mannetjes hebben een lengte van 20 tot 22 millimeter. De rug is lichtgroen met bruine vlekjes. De buik is half doorzichtig. De keel is lichtblauw.